# Damville
Damville là một xã trong vùng hành chính Normandie, thuộc tỉnh Eure, quận Évreux, tổng Damville. Tọa độ địa lý của xã là 48° 52' vĩ độ bắc, 01° 04' kinh độ đông. Damville nằm trên độ cao trung bình là 145 mét trên mực nước biển, có điểm thấp nhất là 130 mét và điểm cao nhất là 164 mét. Xã có diện tích 11,74 km², dân số vào thời điểm 1999 là 2017 người; mật độ dân số là 172 người/km².

## Thông tin nhân khẩu
| 1868 | 1962 | 1968 | 1975 | 1982 | 1990 | 1999 |
| ---- | ---- | ---- | ---- | ---- | ---- | ---- |
| 985  | 1321 | 1349 | 1345 | 1666 | 1897 | 2017 |